# Jewel Timo

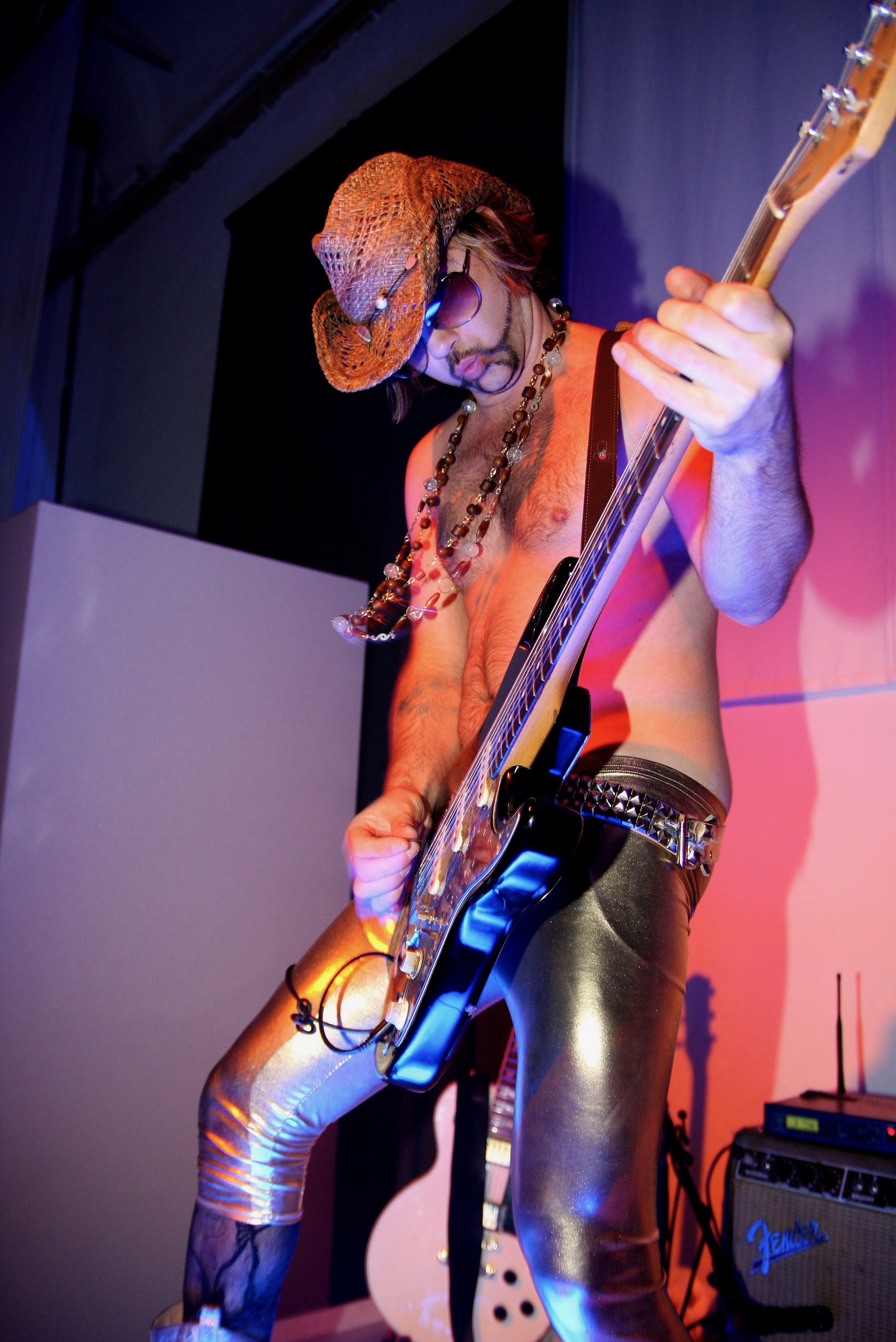
Jewel Timo bei der MTV Music Award After Show 2009

Jewel Timo Schamborsky (auch Jool) (* 1972 in Rendsburg) ist ein deutscher Songwriter, Sänger und Gitarrist sowie Musikproduzent für TV- und Filmmusik.

## Leben und Karriere
Als Sohn eines Unternehmers, Musikers und Rennfahrers wuchs Jewel Timo mit Musik und einem Nomadenleben auf. Oft verbrachte er mit seiner Familie verlängerte Wochenenden bei Motorsportveranstaltungen in Deutschland und Europa, wo sein Vater mit eigen-entwickeltem Austin Mini Cooper erfolgreich Rennen fuhr. 
Jewel Timo verbrachte seine Kindheit naturnah mit vielen Tieren wie Hunden, Katzen und Vögeln. Seine Eltern betrieben zudem eine Vogelpflegestation. Das von Naturgarten mit vielen Obstbäumen umgebene Familiengrundstück bot den Tieren einen natürlichen Lebensraum und war ein wahrer Abenteuerspielplatz.
Jool, der durch seine Eltern bereits mit Musik in Berührung gekommen war (sein Vater trat als Bassist im Hamburger Starclub auf), hatte schon früh den Wunsch, selbst Musiker zu werden. Mit 5 Jahren entdeckte er das Singen, gefolgt von seiner Leidenschaft für das Gitarrespielen. Inspiriert wurde er von der Musik, die jeden Tag zu Hause im Elternhaus aus einem alten Tonbandgerät ertönte – meist britische und amerikanische Blues- und Soulmusik. Sein Vater spielte oft Gitarre, während er fern sah. Eines Tages spielte er House of the Rising Sun, was Jewel Timo's Interesse sofort fesselte. Er setzte sich zum Ziel, das auch spielen zu können.
Während seiner Gymnasialzeit begann Jewel Timo's musikalische Karriere, nachdem er mit 13 Jahren einer Schulband beitrat. Neben den Tipps seines Vaters und dem Austausch in der Schulband hörte er sich die Platten seiner Lieblingskünstler und -gitarristen an, indem er versuchte, deren Lieder und Gitarrensoli nach Gehör zu spielen. Manchmal hörte er stundenlang Dire Straits, J.J.Cale, Stevie Ray Vaughan, B.B.King, James Brown, Ray Charles, Stevie Wonder Titel und spielte zu ihnen. Auf diese Weise erweiterte er sein Sologitarrenspiel autodidaktisch. Mit 16 Jahren gründete der Musiker zusammen mit seinem Vater eine Band. Ihr Programm umfasste diverse Rock-’n’-Roll- und Blues-Klassiker, Songs von J.J.Cale, Eric Clapton, Robert Johnson, John Mayall, Stevie Ray Vaughan und der Band Cream.
Jewel Timo begann sich für Aufnahmetechnik und Komposition zu interessieren. Als er aus dem Haus seiner Eltern zog, hatte er ein Mini-Heimstudio bestehend aus einem Yamaha MT 120 Multitrack Cassette Recorder, einer Boss DR-550 Drum Machine, Shure Mikrofon und einer Fender Stratocaster. Er lieh sich einen Bass von einem Freund, um seine ersten Eigenkompositionen zu skizzieren. Es dauerte ein paar Jahre, bis er nach unzähligen Ideen den ersten vollständigen Song produzieren konnte. Das war die Zeit in den 90er Jahren, als Atari-Computer durch die ersten Harddisk Recording Systeme von Apple Macintosh ersetzt wurden. Dieser Fortschritt stellte für den Musiker eine kleine Revolution dar. Aufnahmestudios wurden erschwinglicher und so kaufte Jool einen Macintosh G3 Desktop-Computer, der das Herzstück seines ersten professionellen Heimstudios wurde.
Jewel Timo hat nach eigener Aussage schon immer eine besondere Affinität zur Filmmusik verspürt. 1999 kam er in Kontakt mit Hans Müller, Geschäftsführer des Archivmusiklabels Selected Sound (heute KPM Music). Hans Müller (zuvor Polygram, Entdecker, Förderer der Dire Straits) bot eine Zusammenarbeit an, aus der mehrere Albumveröffentlichungen hervorgingen.
Die ersten Demos seines Debütalbums weckten schließlich das Interesse des Oasis-Labels Big Brother Recordings. Jewel Timo folgte im Jahre 2000 einer Einladung nach London zum neu gegründeten Label der Gallagher-Brüder. Das Labelmanagement war überrascht, dass Jool seine Musik komplett alleine komponiert, gemischt und produziert hatte. Sie boten ihm eine Zusammenarbeit an, zu der es in der Folge jedoch nicht kam, da der Musiker bereits einen Vertrag mit EMI Publishing Deutschland unterschrieben hatte, was wiederum das Interesse des Londoner Labels trübte. Sie waren davon ausgegangen, dass Jool vertragsfrei und unabhängig sei. Mit dem Vorschuss des Verlags konnte Jewel Timo sein Heimstudio erweitern. Es entstanden erste Titel, die später auf dem Solo-Debütalbum Jool's Diary veröffentlicht wurden. 
Größere Bekanntheit erlangte Jewel Timo durch die Verwendung seiner Songs in Werbespots, Filmen und TV-Serien wie Alive in der US-Fernsehserie The Vampire Diaries. "Alive" ging im Internet viral, nachdem Vampire Diaries Fans den Titel in einem TV Spot und auf YouTube hörten.
Jewel Timo Kompositionen und Produktionen finden in der nationalen und internationalen Film-, Fernseh- sowie Werbeindustrie rege Verwendung. Sein Titel American Toy wurde in der kanadischen Serie Lost Girl verwendet, sowie in Anthony Bourdains Dokumentation Parts Unknown in seiner Episode Libya. Der Titel Straight House seines ersten instrumentalen Albums Spicy Guitar Roots, eine Vierspur-Taperecorderaufnahme, wurde in der Oprah Winfrey Show in den USA gesendet, La Vida, ein Titel seines Solodebütalbums Jool’s Diary war in einem Mercedes-Werbespot zu hören. Scottish Leader Whiskey verwendete in ihrem taiwanischen Werbespot den Song Together, der 1 Jahr im taiwanischen Nationalfernsehen ausgestrahlt wurde. Auch DHL, Lidl, McDonald’s und Just Fab verwendeten Titel in ihren Spots. Viele Titel von Jewel Timo behandeln gesellschaftspolitische Themen auf eine humorvolle und zuweilen satirische Art und Weise. Dabei schlüpft der Musiker in verschiedenste Gesangstimmen, wie man es etwa von Stimmenimitatoren kennt.
Jewel Timo arbeitet auch als Mix- und Mastering Engineer. Diese Arbeit sowie das Einspielen sämtlicher Instrumente übernimmt er bei seinen eigenen Titeln teils selbst, kooperiert aber stets auch mit anderen Künstlern und Engineers.
Musiklabels wie Selected Sound, der EMI Production Music GmbH (mittlerweile KPM Music), Extreme Music, Sony ATV, Uppm, Universal Music, APM Music, Black Is Blonde und Intervox vertreiben Jewel Timo's Songs und Alben. Sein Solodebüt Jool’s Diary ist in zweifacher CD-Ausführung erschienen, 2005 als Archivmusikalbum inklusive Instrumentalversionen und am 22. September 2006 als offizielle Verkaufs-CD. Es erreichte die australischen Apple Music Charts.
1998 initiierte der Künstler ein Musikprojekt im Haus der Jugend Steilshoop, wo er eine Anstellung als Erzieher hatte. Das Ergebnis war eine CD-Kompilation, auf der 17 Bands und Solokünstler aus dem Hamburger Stadtteil Steilshoop jeweils eine Eigenkomposition veröffentlichten. Umgesetzt wurde das Musikprojekt im hauseigenen Tonstudio des Jugendhauses mit Unterstützung von Pädagogen und einem Tontechniker.
Unter seinem Künstlernamen Jool entwickelte er Anfang der 2000er Jahre ein neues Showkonzept, bei dem er mit Gitarre und Gesang zu House- und Electro-DJ-Sets improvisierte und live vor Publikum neue Songs kreierte. Weltweit komponierte er auf Events spontan Remixe bekannter Klassiker um und inspirierte so neue Stile. In dieser Zeit war er auch als MTV und Red Bull Resident-Artist auf Tour und performte unter anderem zusammen mit DJ Howard Donald, Alle Farben, Spencer Parker, Purple Disco Machine und Plastic Funk. Die Verbindung von Rock und Dancemusic wurde dabei zu einem Markenzeichen. Ebenso seine androgyne Erscheinung, die der Kunst- und Modeindustrie immer wieder neue Impulse und Inspiration verleihen.

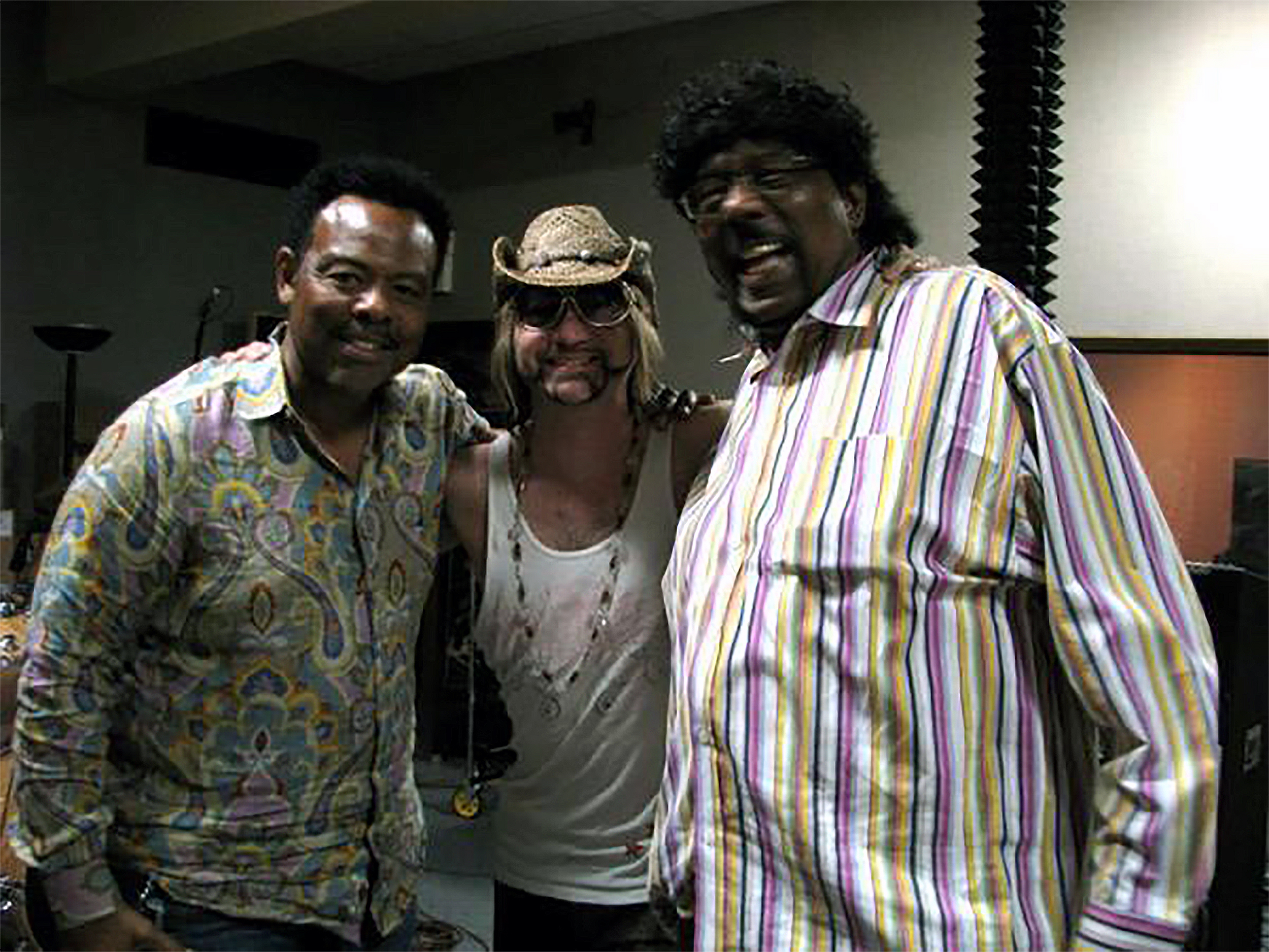
Jewel Timo mit Freddy Washington und James Gadson bei Aufnahmen im Studio in Hollywood, 2011

2010 arbeitete er erstmals mit einigen historischen Motownmusikern in Los Angeles zusammen und produzierte gemeinsam mit Don Peake Live Recordings, bei denen James Gadson an den Drums, Freddy Washington am Bass, Paulie Cerra am Piano sowie Harlan Spector an der Hammond-Orgel und Jack Cook am Schlagzeuger zu hören sind. 
2012 steuerte er Songs zum Soundtrack des US-Kinofilms The Ghostmaker bei.
Als Tourgitarrist spielte er auch bei Radio- und Fernseh-Tourneen an der Seite von Künstlern wie Marlon, Kim Sanders und Michael Sembello.
2016 beteiligte sich Jewel Timo an der Überarbeitung des Soundtracks der ZDF Co-Produktion Familie Braun. Jool übernimmt die Komposition sowie Produktion einiger Titel. Das Projekt gewinnt 2017 unter anderem den International Emmy Award.
2020 arbeitete Jool während der Corona-Pandemie mit Udo Lindenberg an einer Neuauflage eines Lindenberg-Klassikers zusammen. Der Lockdown unterbrach die Arbeit und es wurde keine Musik veröffentlicht.

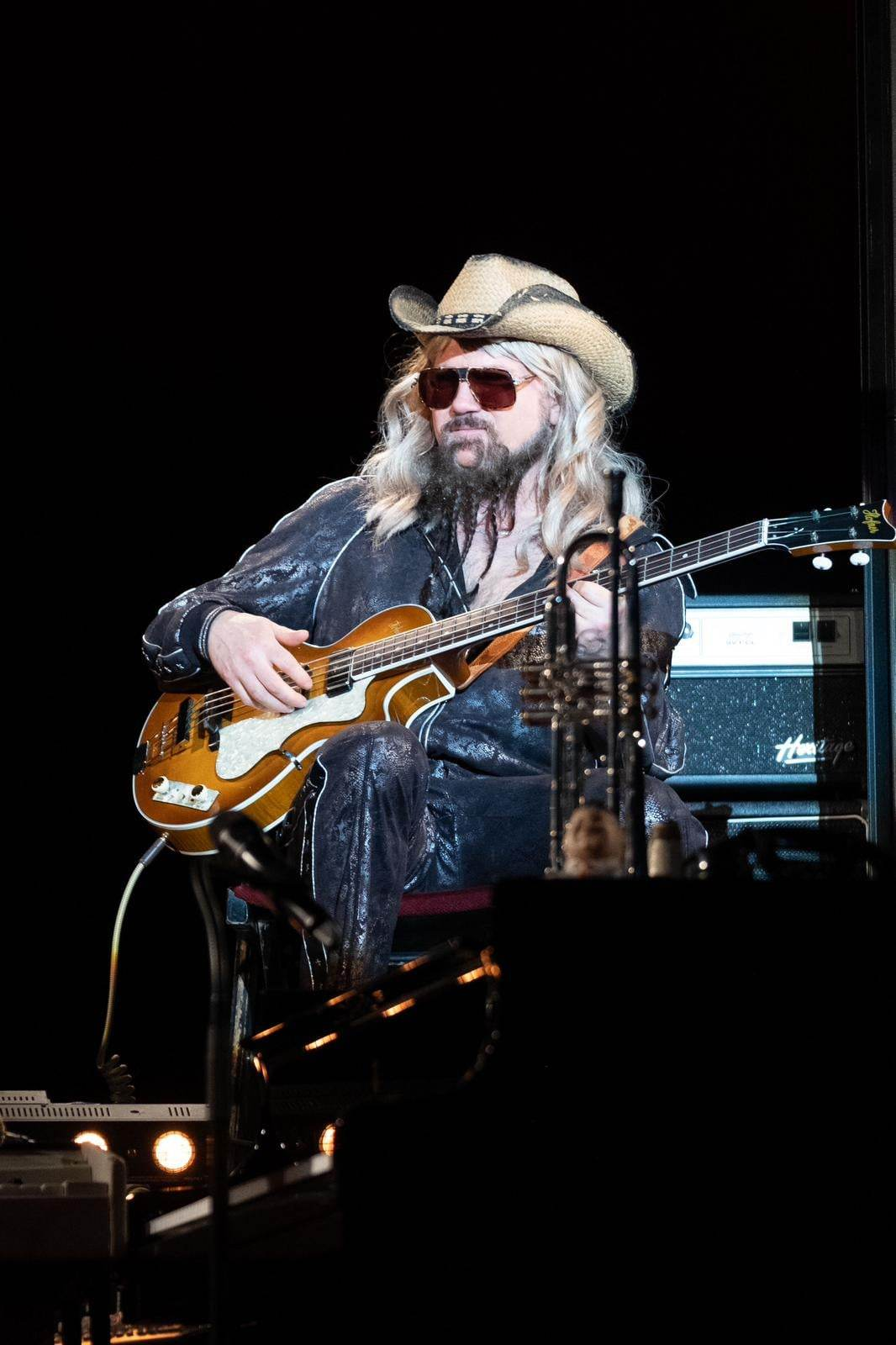
Jewel Timo, München 2023

2023 wechselte Jewel Timo zum E-Bass, um Helge Schneider auf dessen Deutschlandtour Der letzte Torero zu begleiten.
Sein musikalisches Tagebuchkonzept, das mit Jool's Diary seinen Anfang fand, wurde 2023 mit Anti War Diaries wieder aufgegriffen und 2024 mit The Ambient Diaries  fortgeführt.

## Diskografie (Auswahl)

### Alben
- 1998: 25 Jahre Jubiläumssampler – Haus der Jugend Hamburg Steilshoop
- 1999: Spicy Guitar Roots, Selected Sound
- 2002: Song Book 1, Selected Sound
- 2002: Acoustic Fusion
- 2003: Song Book 2, Selected Sound
- 2003: World Fusion
- 2004: Movie Road
- 2005: Jool´s Diary (Archivmusikversion inkl. Instrumentaledits)
- 2006: Jool´s Diary (EMI)
- 2009: Joolesque
- 2010: Jool´s Diary 2010
- 2011: Positivity, Universal/Berlin Records
- 2013: Fashion Girl, Universal/Berlin Records
- 2015: Jool´s Journey (Universal)[12]
- 2016: The Mystery Of The Golden Road (Warner/Chappell)
- 2019: Natia Todua EP Miss You (Co-Producer)
- 2020: Jool – The A&O (Warner Chappell)[13]
- 2021: VFX Rock
- 2023: Jool-Anti War Diaries
- 2024: The Ambient Diaries

### Singles und Remixes (Auswahl)
- 2005: Music Power, Porno (Remix)
- 2006: Are you watching me watching you (div. Labels)
- 2006: The Disco Boys – One Night Stand
- 2009: Jool – Supernaturally
- 2010: Jool – Dream On
- 2011: American Toy (Soundtrack Lost Girl)
- 2011: Alive (as heard in The Vampire Diaries) APM Music[14]
- 2013: Black Van feat. Jool
- 2017: A Dream For A Lover
- 2019: Natia Todua – Love Letter

### Soundtracks (Auswahl)
- 2011 Lost Girl Episode: Scream A Little Dream Track: American Toy (Canada)
- 2012 The Ghostmaker (Lions Gate)[15]
- 2013 Anthony Bourdain Parts Unknown Episode Libya Track: American Toy
- 2014 Sherlock (The Empty Hearse)
- 2014 Hey Duggee (UK) Track: Get Sugarfunky
- 2015 Bureau Raamport (Netherlands)
- 2016 Familie Braun (ZDF) 4 Episoden[16]
- 2017 Justice League Dark (USA)
- 2017 Gone to Pot American Road Trip (USA)
- 2018 Soy Luna (Argentina)
- 2019 Tiere, die Geschichte machten (ARD)
- 2019 Emmerdale(UK)
- 2020 Der Prinz von Bel-Air: Das große Wiedersehen (insert song)
- 2023 #Way_Aurelio